# Louis-Adolphe Bertillon

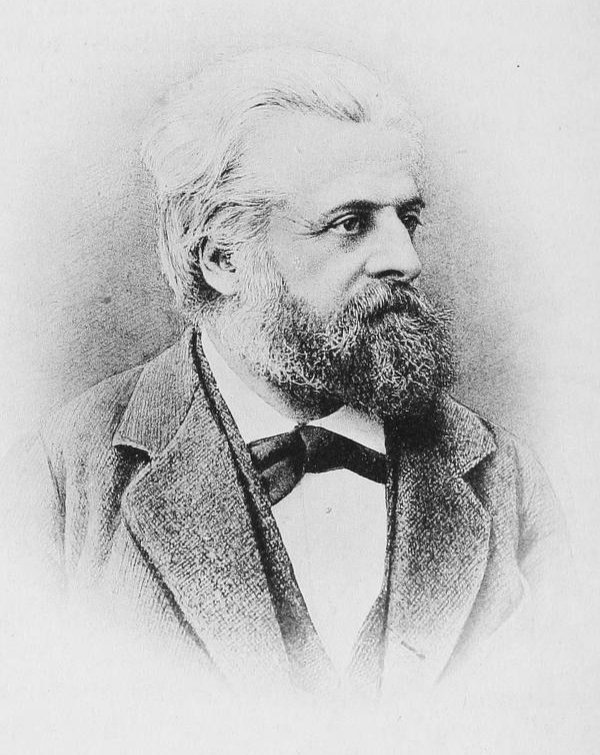
Louis-Adolphe Bertillon

Louis-Adolphe Bertillon (* 1. April 1821 in Paris; † 28. Februar 1883 in Neuilly-sur-Seine) war ein französischer Mediziner, Anthropologe, Statistiker, Demograph und Mykologe. Sein offizielles botanisches Autorenkürzel lautet „Bertill.“.

## Leben und Wirken
Louis-Adolphe Bertillon promovierte 1852 zum Doktor der Medizin. Schon in seiner Dissertation beschäftigte er sich (im gesundheitspolitischen Zusammenhang) mit statistischen Fragen. Er kritisierte darin die aus seiner medizinischen Sicht künstlichen Durchschnittswerte, die man aus der Gesamtheit der erhobenen Daten gewann. Stattdessen plädierte er für die Bildung „natürlicher“ Mittelwerte aus jeweils sozial homogenen Bevölkerungsteilen, um aus den Statistiken ein realistischeres Bild der Verhältnisse statt nur abstrakte Gesetzmäßigkeiten ableiten zu können.
Von 1854 bis 1860 arbeitete Bertillon als Arzt im Krankenhaus von Montmorency. In dieser Zeit verfasste er mehrere Aufsätze, in denen er sich für Schutzimpfungen einsetzte und Vaccinationsgegnern widersprach.
1859 war er Mitbegründer der Pariser Gesellschaft für Anthropologie. In seinen Schriften übernahm er den von seinem Schwiegervater Achille Guillard eingeführten Begriff der „Demographie“ – ab 1865 jedoch in neuer Bedeutung: Während Guillard vornehmlich den ökonomischen Nutzen erhobener Bevölkerungsdaten sah, beschrieb Bertillon „Demographie“ als die Erforschung der Ursachen gewisser Bevölkerungsentwicklungen und deren Auswirkungen auf die öffentliche Gesundheit. 1874 erschien seine umfassende Studie der Bevölkerungsstruktur Frankreichs jener Zeit, Démographie figurée de la France.
Bertillon hielt 1875 die erste Vorlesung in Demographie und war Mitbegründer der Hochschule für Anthropologie, an der er ab 1876 den ersten Lehrstuhl für Demographie und medizinische Geographie innehatte. 1878 präsidierte er dem Internationalen Kongress für Demographie. Zum Zeitpunkt seines Todes 1883 war er außerdem Direktor des Statistischen Amtes der Stadt Paris.
Daneben betätigte sich Bertillon auch als Pilzkundler. Einige Pilze wurden von ihm erstmals beschrieben; der Scharfe Woll-Milchling trägt seinen wissenschaftlichen Namen Lactarius bertillonii ihm zu Ehren.

## Familie
Louis-Adolphe Bertillon war der Vater von Jacques und Alphonse Bertillon.
Der 1851 geborene Jacques Bertillon war ebenfalls ein bekannter Statistiker und Demograph. Er übernahm von seinem Vater nach dessen Tod die Leitung des Statistischen Amtes in Paris, die er in den folgenden 30 Jahren, bis 1913, innehatte. Er konzipierte die Internationale Nomenklatur der Todesursachen (Bertillon-Klassifikation), eines der ersten systematischen Verzeichnisse von Todesursachen und Grundlage für die heutige Internationale statistische Klassifikation der Krankheiten und verwandter Gesundheitsprobleme der Weltgesundheitsorganisation.
Der jüngere, 1853 geborene Sohn Alphonse Bertillon wurde durch das von ihm entwickelte anthropometrische System zur Personenidentifizierung (Bertillonage) bekannt und war lange Jahre Leiter des französischen polizeilichen Erkennungsdienstes. An diesem Werdegang hatte Louis-Adolphe Bertillon entscheidenden Anteil: Nachdem der Sohn wegen schlechter Leistungen und Verhaltensauffälligkeiten die Schule abbrechen musste, war es der Fürsprache und der Reputation seines Vaters zu verdanken, dass er 1879 eine Stelle als Hilfsschreiber im Pariser Polizeipräsidium erhielt, wo er auf die Idee für sein System kam und sich damit durchsetzen konnte. Zusätzliche bekannt wurde Alphonse Bertillon durch seine unrühmliche Rolle in der Dreyfus-Affäre.

## Schriften (Auswahl)
- Conclusions statistiques contre les détracteurs de la vaccine précédées d un essai sur la méthode statistique appliquée à l’étude de l’homme. 1857.
- Philosophie médicale à propos des idéalités de M. le Dr Pidoux ou Recherche des méthodes employées en médecine. 1857.
- Valeur philosophique de l’hypothèse du transformisme, Masson et fils. 1871.
- Démographie figurée de la France. 1874.
- Mouvements de la population dans les divers états de l’Europe et notamment en France. 1877.